# Liste der Environments und Installationen von Joseph Beuys
Der deutsche Künstler Joseph Beuys (1921–1986) hat von 1961 bis 1985 mehrere Environments und Installationen hergestellt. In vielen Fällen resultierten diese aus seinen Aktionen.

## Environments und Installationen (Auswahl)
Die zuerst genannten Zeitspannen/Daten beziehen sich auf die Entwicklungszeit bzw. auf die Erstveröffentlichungen der Werke
- 1948–1982: Hirschdenkmäler; Zeitgeist, Martin-Gropius-Bau, Berlin, 1982
- 1960 unbetitelt (Badewanne), Städtische Galerie im Lenbachhaus, München
- 1961–1967: BARRAQUE D'DULL ODDE; Kaiser-Wilhelm-Museum, Krefeld
- 1961–1976: Straßenbahnhaltestelle / Tram Stop / Fermata del Tram; Deutscher Pavillon, 37. Biennale von Venedig, 1976
- 1962–1963: Kreuzigung; Staatsgalerie Stuttgart
- 1965: Schneefall; 32 Filzdecken über drei Tannenstämmen; Emanuel Hoffmann-Stiftung, Kunstmuseum Basel, Basel
- 1966–1980: Fond; Serie von Installationen und Environments u. a. bei der XV. Biennale von São Paulo, 1979
- 1969: Revolutionsklavier
- 1969: The Pack (das Rudel); Volkswagenbus mit 24 bepackte Schlitten; Filzrolle, Fett und Taschenlampe; Kassel, Neue Galerie
- 1970: Block Beuys; Hessisches Landesmuseum, Darmstadt
- 1970–1972: Arena – dove sarei arrivato se fossi stato intelligente! (deutsch: wo wäre ich hingekommen, wenn ich intelligent gewesen wäre!); 264 teilweise mit Wachs, Fett, Säure, Silber, Schwefel, Farbe überarbeiteten Photos in 100 verglasten, grauen Aluminiumrahmen. Skulptur im Zentrum des Raumes: 2 verschieden hohe Blöcke aus Wachs, Fett, Kupfer, Eisen, Ölkanne; Dia Art Foundation, New York
- 1970–1980: Vor dem Aufbruch aus Lager I; Privatsammlung
- 1971: Voglio vedere i miei montagne; Stedelijk van Abbe Museum, Eindhoven
- 1974–1975: zeige deine Wunde; Städtische Galerie im Lenbachhaus, München, 1980
- 1974–1977: RICHTKRÄFTE; Hamburger Bahnhof, Berlin
- 1977: Honigpumpe am Arbeitsplatz; auf der Documenta 6 in Kassel
- 1977: Unschlitt/Tallow (Wärmeskulptur auf Zeit hin angelegt); Skulptur. Ausstellung in Münster[1], Projektbereich
- 1978: Feuerstätte I; Kunstmuseum Basel, Basel
- 1979: Feuerstätte II; Geschenk des Künstlers mit Beteiligung der Fasnachts-Clique Alti Richtig 1979, Kunstmuseum Basel, Basel
- 1979: Virgin; Solomon R. Guggenheim Museum, New York
- 1979: Jungfrau Basisraum Nasse Wäsche; 3 Zinkblechrinnen mit getrockneten Seifenrückständen, 2 Holztische mit Zeichnungen unter Glas, Farbe, Kreide, 1 Stück Kernseife, Holzstuhl, Leinenballen, Wäscheseil und Seifenstärke, Eimer mit getrockneter Seife, Lampe, beschriftete Tafel, 4 Photos; Museum Moderner Kunst, Wien
- 1980: Wirtschaftswerte – 6 in einem rechten Winkel aneinandergestellte Eisenregale mit verpackten Grundnahrungsmitteln und Gebrauchsgegenständen aus der DDR, mit Bleistift beschrifteter Gipsblock mit Fett. Zu der Installation gehören 6 Ölgemälde aus dem 19. Jahrhundert; Museum van Hedendaagse Kunst, Gent
- 1981: Raum 90.000 DM; Wilhelm Lehmbruck-Museum, Duisburg
- 1981: Terremoto, 1 Setzmaschine, 1 italienische Flagge, 1 Filzbahn, 9 Schultafeln mit Kreidezeichnungen und -diagrammen, Blecheimer mit Fett und Bleisatzfragmenten, Kassettenrecorder mit Tonband, 1 Broschur „Azione terza via – Iniziativa promozionale -“; Anthony d’Offay Gallery, London (1988)
- 1981: Terremoto in Palazzo; 3 Holztische, 1 Werkbank, Gläser, Wachs, Tontöpfe, 1 Ei, 1 Stein; alles auf Filzboden installiert; Fondazione Amelio, Instituto per l’Arte contemporanea, Neapel
- 1981: Vor dem Aufbruch aus Lager I
- 1982: Dernier espace avec introspecteur; Staatsgalerie Stuttgart
- 1982: 7000 Eichen; Stadtverwaldung statt Stadtverwaltung (Kassel)
- 1982–1983: Das Ende des 20. Jahrhunderts; 21 Basaltsteine, Filz, Tonerde, Hubwagen; Hamburger Bahnhof, Berlin
- 1983–1985: F.I.U.: The Defense of Nature; Solomon R. Guggenheim Museum
- 1983: Schmerzraum; Galerie Konrad Fischer, Düsseldorf, heute CaixaForum Barcelona
- 1984: 'DAS KAPITAL RAUM 1970 – 77', Hallen für Neue Kunst Schaffhausen
- 1958–1985: Plight; Anthony d’Offay Gallery, London, Oktober–November 1985; heute Sammlung Centre Pompidou, Paris
- 1958–1985: Blitzschlag mit Lichtschein auf Hirsch; Museum für Moderne Kunst (MMK), Frankfurt
- 1985: Palazzo Regale; Kunstsammlung NRW, Düsseldorf, Erstinstallation im Schloss Capodimonte in Neapel, Dezember 1985

### Anmerkung
Viele Elemente und Teilstücke aus den Aktionen von Beuys flossen schlussendlich in seine Objekte, die zumeist in Regalen oder Vitrinen arrangiert waren, ein. Rudimente einiger Installationen und Environments wurden später in Sammlungen integriert und verschmolzen somit per se wieder zu einer gesamten Installation wie beispielsweise der Block Beuys in Darmstadt.